# Amata transcaspica
Amata transcaspica là một loài bướm đêm thuộc phân họ Arctiinae, họ Erebidae.